# Jun Hjon-sok
Jun Hjon-sok (korejsky: 윤현석, Yun Hyon-Seok; 7. srpen 1984 – 26. duben 2003) byl jihokorejský aktivista za lidská práva, gay básník a spisovatel, známý pod literárním pseudonymem Yook Woo-dang (육우당, 六友堂) nebo pod pseudonymy Sulheon (설헌 雪軒) a Midong (미동 美童, krásný chlapec).
V roce 2003 spáchal sebevraždu v hlavní městě Jižní Koreje, Soulu, na protest proti homofobii vůči LGBT komunitě.